# Бирюлёво (станция метро)
«Бирюлёво» — проектируемая конечная станция Бирюлёвской линии Московского метрополитена. Будет расположена в ЮАО, в Булатниковском проезде. Станция расположена после станции «Лебедянская».

## Участок линии на станции Бирюлево
На схеме изображена трассировка участка метро в районе станции Бирюлево.

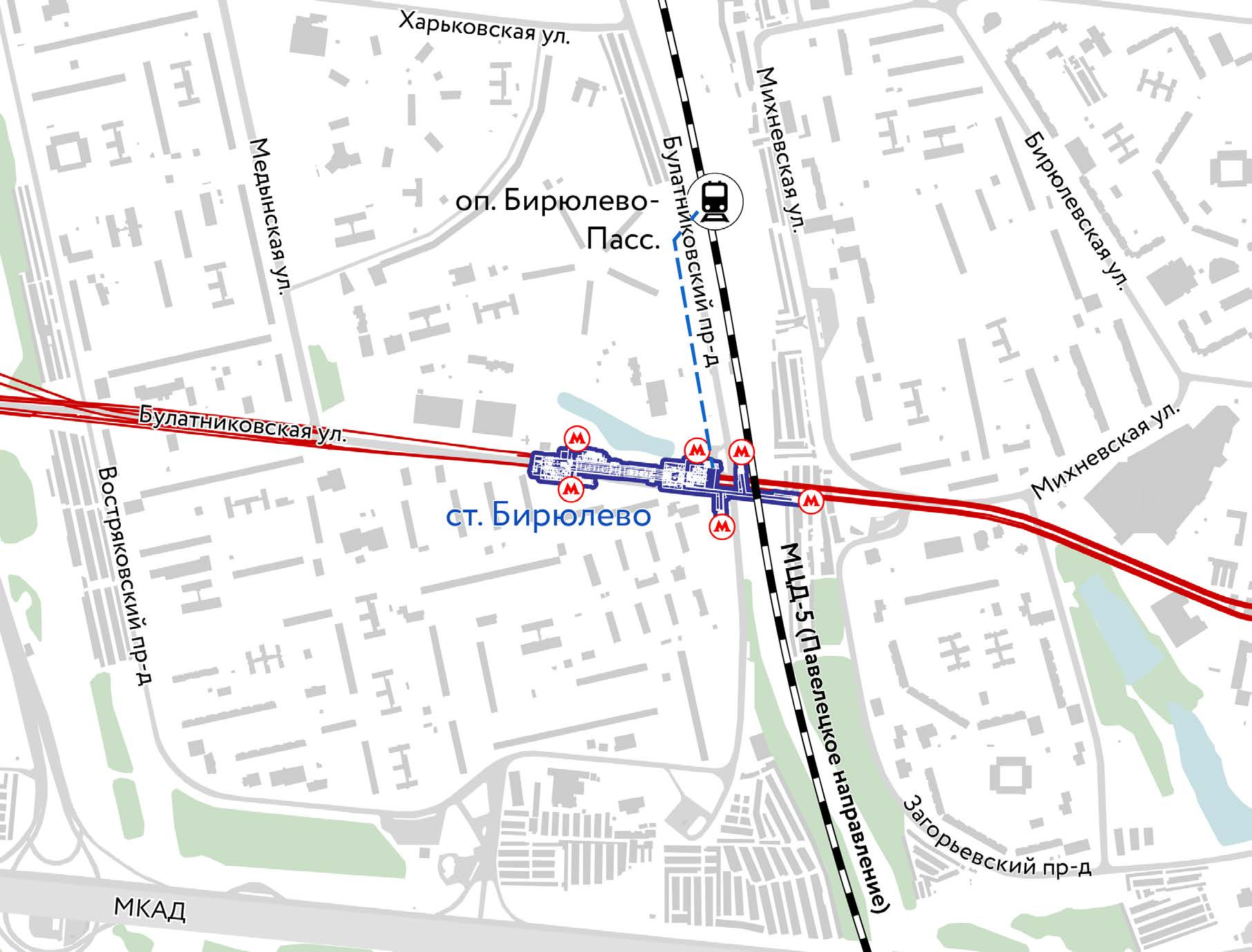
Схема трассировки участка линии метро в районе станции Бирюлево